# Сага о Харальде Суровом
«Сага о Харальде Суровом» (исл. Harlds saga Sigurðarsonar) — произведение средневековой исландской литературы, созданное в XIII веке. Одна из «королевских саг», вошедших в сборник «Круг Земной», который традиционно приписывают Снорри Стурлусону. Рассказывает о Харальде Суровом, правившем Норвегией в 1047—1066 годах. Действие саги начинается в 1030 году, с момента битвы при Стикластадире, в которой Харальд сражался на стороне своего единоутробного брата Олава Святого. После поражения главный герой покидает Норвегию, воюет на Средиземном море, позже возвращается на родину и становится соправителем своего племянника Магнуса Доброго, а после его смерти — единственным конунгом в стране. Он продолжает совершать заморские походы и погибает в бою с англосаксами.
Автор саги использовал в своей работе более ранние произведения того же жанра — «Красивую кожу», «Обзор саг о норвежских конунгах». Кроме того, его источниками были скальдические стихи, которые он вставлял в текст; в частности, это стихи самого конунга. Снорри изображает Харальда как человека, обладающего всеми чертами идеального правителя: это красивая и величественная внешность, храбрость, мудрость, властность, жадность к добыче и щедрость по отношению к приближённым.